# Антоній Єзерський

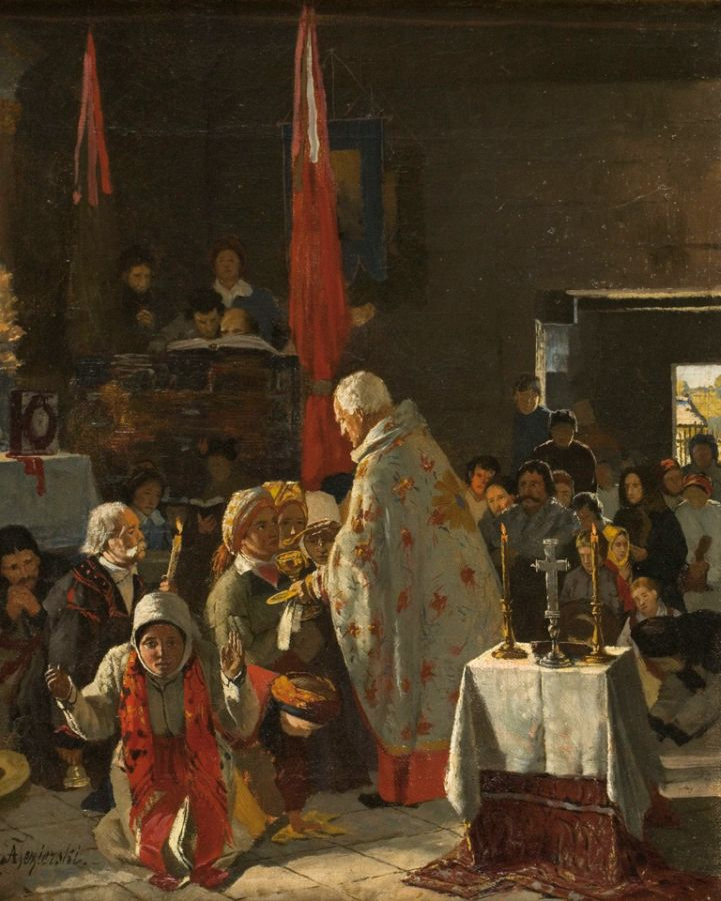

Єзерський Антоній (пол. Jezierski Antoni; 22 травня 1859, с. Ігровиця, нині Тернопільського району Тернопільської області — 9 січня 1939, Львів) — польський галицький художник.

## Біографія
Закінчив Львівську художню школу (1878). Навчався в Кракові у школі красних мистецтв (1878—1882) та Академію Мистецтв (1884-1887 р.), Мюнхенську Академію Мистецтв (1890—1891). Відвідав Італію (Венеція, Болонья, Флоренція, Рим), де копіював ікони і фрески.
Протягом 1887—1890, 1891—1902 р. жив і малював у Збаражі, селах Збаразького та Скалатського повітів (Богданівка, Жеребки, Залужжя, Синява).
1905 р. переїхав до Коломиї.
Що стосується текстового опису Збаразького замку авторства Антонія Єзерського, то він датований 5-им травня 1892 р. і був складений по пам’яті (а вона була в художника фотографічною) в с. Дубівці, що в той період належали до Збаразького ключа у володінні княгині Ядвіги Юлії Ванди де Лінь (з дому - кн. Любомирської).

## Творчість
Автор творів на історичну тематику, низки жанрових картин, зокрема «Збаразький мотив» (1892), релігійних полотен «Святий Михаїл» у бернардинському костелі в Збаражі, «Матір Божа» у Підволочиську, етюдів, ілюстрацій та ін. 
Короткий перелік інших творів А. Єзерського : «Русинка» (1887), «М. Глинський перед боярським судом у Москві» (1888), «Селянське весілля» (1890), «У корчмі»,  ( 1892), «Убирання нареченої до шлюбу» (1893), «Над колискою» (1895), «У знахарки» (1896), «Святе причастя у церкві» (1897), «Неділя у селі» (1899), «Скрипаль» (1900), «Автопортрет» (1902), «Жінка» (1903); 
1884-1903 виставляв роботи у Кракові, Львові.